# PCR quantitative
La PCR quantitative (ou qPCR), ou PCR en temps réel, est une méthode particulière de réaction en chaîne par polymérase permettant de mesurer la quantité initiale d'ADN. En réalité, la PCR quantitative mesure le nombre d'amplicon (portion d'ADN définie par un couple d'amorces).
Il existe diverses techniques permettant de quantifier l'ADN en biologie moléculaire. On peut utiliser la spectrophotométrie UV-visible à 260 nm qui permet de connaître avec précision la concentration d'ADN total dans un échantillon par dosage optique. Cette méthode ne peut cependant pas permettre de connaître avec précision la quantité d'un ADN particulier (défini par une séquence précise de nucléotides). Il existe heureusement plusieurs techniques fiables permettant la quantification de l'expression d'un gène particulier comme le Southern blot, le Northern blot et bien sûr la PCR quantitative.

## Historique
- 1985 : invention par Kary Mullis en 1985 de la technique de réaction en chaîne par polymérase (PCR).
- 1991 : première utilisation de sonde (sonde d’hydrolyse) en PCR publiée par Holland et collaborateurs.
- 1992 : première détection du produit de PCR en temps réel à l’aide d’un marquage au BET publiée par R. Higuchi et collaborateurs.

## PCR en temps réel

### Définition
La réaction en chaîne par polymérase en temps réel (PCR en temps réel) est une technique ayant de nombreuses applications, basée sur une réaction enzymatique, la PCR, et sur la mesure en continu de son produit et in vivo.
Il existe différents appareils de PCR en temps réel.
À chaque cycle d’amplification, la quantité d’ADN total ou d’amplicon est mesurée grâce à un marqueur fluorescent. L’obtention de la cinétique complète de la réaction de polymérisation permet d’obtenir une quantification absolue de la quantité initiale d’ADN cible, ce qui était très difficile à obtenir sans biais en PCR en point final.
Le principe de la PCR en temps réel repose sur la possibilité de suivre la quantité d'ADN présente dans la réaction à tout instant et non à la fin de la PCR (PCR point final) ou au cycle n < 40 (PCR semi-quantitative). Des sondes fluorescentes se fixent soit sur l'ADN double brin (technologie SYBR) ou sur une séquence d'ADN précise (technologie Taqman et Beacon). Ces sondes ne sont fluorescentes qu'une fois fixées à l'ADN (soit à cause d'un « quencher » soit car la fluorescence nécessite un ADN double brin). Un seuil de fluorescence est établi par le programme de l'appareil de PCR en temps réel. Une fois que la quantité d'ADN permet aux sondes fluorescentes de dépasser ce seuil alors on obtient un numéro de cycle PCR appelé « Ct » pour « Cycle Threshold » soit « cycle seuil ». C'est cette valeur qui est à la base des calculs pour quantifier l'ADN de façon absolue ou relative. Il est important de connaître l'efficacité E de la PCR. Pour cela, on effectue une PCR en temps réel sur des échantillons de dilution croissante pour obtenir une courbe étalon correspondant au couple d'amorces utilisé (spécifiques du locus d'intérêt). Par exemple, une série de dilution au ½ ({\displaystyle D_{n+1}=D_{n}/2}) doit, en théorie, donner des courbes d'amplification décalées d'un cycle PCR à chaque fois. Si tel est le cas, la réaction a alors une efficacité égale à 2 (la quantité d'ADN double à chaque cycle). En pratique, le programme de la machine de PCR en temps réel peut calculer l'efficacité E de la réaction. Plus souvent, une PCR en temps réel sur une série de dilution avec une quantité d'ADN initiale connue permet de calculer l'efficacité de la réaction. Les Ct sont placées sur un graphe en échelle logarithmique et l'équation de la régression linéaire passant par ces points donne l'efficacité (c'est le coefficient directeur).
Grâce à l'extraordinaire puissance de la technique d'amplification de l'ADN par PCR, il est possible aujourd'hui d'établir un profil génétique à partir de quantités infimes d'ADN.

### Pourquoi quantifier en nombre de cycles?
La différence fondamentale de la PCR en temps réel avec la PCR en point final est que l’intégralité de la cinétique mesurable (au-dessus du bruit de fond) est quantifiée. Les données de fluorescence peuvent donc être exprimées en logarithme afin d’identifier facilement la phase exponentielle et mesurable, qui prend alors une apparence linéaire. Cette partie, alors appelée « segment quantifiable », permet de calculer la quantité d’ADN initial.
Graphique de gauche (A) :
Les cinétiques de PCR théoriques de trois échantillons (K, L et M) de concentration d’ADN initiale décroissantes (considérons d’un facteur 10 à chaque fois) sont représentées dans un repère semi logarithmique. Les mesures du bruit de fond ou trop influencées par lui (phase 1 et 2 d’une cinétique mesurable de PCR) ne sont pas représentées.
(1) Zone des segments quantifiables de chaque échantillon (phase 3 d’une cinétique mesurable de PCR). Les autres phases sont représentées en gris et n’ont pas d’intérêt pour ce chapitre.
(2) Chacun des segments quantifiables permet de définir une équation de type Y = aX + B. Cette équation de droite modélise la phase exponentielle de la PCR après transformation logarithmique, même la partie qui n’est pas mesurable à cause du bruit de fond. Les phases exponentielles des échantillons K, L et M sont représentées respectivement par les droites pleines bleu marine, turquoise et mauve. La pente « a » est dérivée de l’efficacité de PCR. Puisque le même amplicon est détecté pour chaque échantillon, c’est une constante et les droites sont parallèles. L’ordonnée à l’origine « B » correspond à la quantité d’ADN au cycle 0. La modélisation du segment quantifiable permet donc théoriquement de déterminer directement la quantité d’ADN initial.
(3) En réalité, les mesures expérimentales ont toujours une erreur, aussi faible soit-elle, par définition imprédictibles et répondant à des phénomènes stochastiques. Si des échantillons de concentrations K, L et M étaient amplifiés plusieurs fois, on obtiendrait autant de cinétiques différentes, bien que très proches (leurs segments quantifiables sont respectivement représentés en rouge, rose et orange). Chacune de ces mesures permet d’établir une nouvelle équation de droite représentée en pointillés de la même couleur. Différents ordonnés à l’origine (B) sont alors mesurés. On considérera que les deux droites représentées pour chaque échantillon représentent l’erreur maximum de la technique. La différence entre leurs B (EK, EL et EM) représente donc l’incertitude de la mesure pour chaque échantillon. Cette incertitude est considérable. Dans l’exemple, elle est suffisante pour que l’on puisse mesurer L plus concentré que K ou M que L mais en réalité, elle est souvent bien plus grande que cela (deux à quatre ordres de grandeur).
(4) Remarquez que l’incertitude sur la mesure n’est pas identique pour chaque échantillon (EK est inférieure à EL, elle-même plus petite que EM). Une projection de l’équation de droite sur l’axe des ordonnées ou une de ses parallèles donne une incertitude concentration d’ADN initial dépendante.
Graphique de droite (B) :
(1) Les équations déterminées à partir des segments quantifiables peuvent être extrapolées jusqu’à l’axe des abscisses, même si on obtient un point mathématique sans réalité biochimique.
(2) Les droites modélisant l’erreur expérimentale (en pointillés et rouge, orange ou rose) permettent alors de définir de nouvelles incertitudes EK, EL et EM. Remarquez que ces incertitudes sont plus grandes que dans le graphique (A) mais de taille identique entre elles. L’erreur sur la mesure est donc devenue concentration d’ADN initial indépendante (3).
(4) Il est possible de projeter les équations de droite sur une parallèle à l’axe des abscisses coupant les segments quantifiables par le milieu. Ce segment sera appelé « seuil de détection ».
(5) Les valeurs en X (en nombre de cycles) de ces intersections sont généralement nommés CT (de l’anglais Cycle Threshold pour « cycle seuil »), mais parfois aussi CP (de l’anglais Crossing Point pour « point de croisement »). Ce sont des valeurs mathématiques définies sur l’espace des réels positifs et non des entiers positifs (bien qu’une fraction de cycle n’ait aucune réalité expérimentale). Ces valeurs sont inversement proportionnelles à la quantité d’ADN initial, et l’incertitude sur la mesure est minimisée au maximum (en général inférieur à 5 %).
La quantification en passant par une valeur mathématique en nombre de cycles (CT) permet donc d’obtenir des résultats fiables, mais n’est pas exploitable directement. Afin d’obtenir la quantité d’ADN initial, il va falloir réaliser de nouvelles transformations mathématiques qui nécessitent de connaître l’efficacité de PCR. Cette dernière est généralement déterminée grâce à une gamme d’étalonnage.

### Gamme d'étalonnage
Graphique de gauche (A) :
Neuf échantillons (F, G, H, I, J, K, L, M et N) de concentration en ADN initial décroissante (d’un ordre de grandeur à chaque fois) ont été amplifiés par PCR dans une même expérience. Chacune des cinétiques a permis de déterminer son CT propre, déterminé en nombre de cycle. Les concentrations en ADN sont connues en nombre de copies par tube (F ≈ 70 millions et N ≈ 0,7). Les données représentées correspondent à l’expérimentation « n », exemple parmi un grand nombre de dupliqués indépendants dans le temps, pour les lots des réactifs et pour les expérimentateurs. La fluorescence est exprimée en unités arbitraires et le bruit de fond a été normalisé. Notez qu’aucune amplification n’a été obtenue pour l’échantillon Nn.
Graphique de droite (B) :
Les moyennes des CT en fonction de la quantité d’ADN initiale de tous les dupliqués de gamme ont été reportées dans un repère semi-logarithmique. La droite d’étalonnage moyenne a été modélisée à l’aide d’une régression linéaire. La variabilité représentée n’est pas la SEM mais la dispersion (ou étendue) des mesures. Une gamme moyenne a été représentée afin d’illustrer les limites de la méthode, mais chaque gamme individuelle est néanmoins extrêmement robuste, avec le chiffre significatif du coefficient de détermination (r²) généralement à la quatrième décimale après la virgule (exemple : 0,9996) ! Il est donc utile de réaliser les droites d’étalonnage en PCR sur tableur, car les logiciels de la plupart des thermocycleurs sont beaucoup moins discriminants et ne peuvent modéliser qu’une gamme individuelle. Cette gamme moyenne fournit plusieurs informations :
(1) La phase « détectable et quantitative de la PCR » : Tous les échantillons sont détectables et s’alignent avec les autres points de leur gamme individuelle. Cette phase comprend généralement des concentrations d’ADN initial allant de la centaine à la centaine de millions de copies. En dessous, les phénomènes stochastiques deviennent très perceptibles mais peuvent être compensés par une multiplication des mesures. Au-dessus, la phase de « bruit de fond » n’est plus assez importante pour pouvoir être correctement déterminée. Cela pourrait être compensé par un protocole de PCR ayant une efficacité très faible mais il est généralement plus simple de diluer l’échantillon.
(2) La phase « parfois détectable mais non-quantitative de la PCR » : Elle comprend les concentrations d’ADN initial de l’ordre de la copie à la dizaine de copies. Le pourcentage d’échantillons détectés (pour cet exemple) a été indiqué pour les concentrations M et N, soit 83 % pour une concentration moyenne de 7 copies et 28 % lorsque trois tubes sur quatre contiennent une copie (concentration 0,7 ou -0,15 en log). La dispersion des mesures (et donc la marge d’erreur) devient beaucoup plus importante. Notez qu’un certain nombre de mesures M et N s’alignent convenablement avec leur gamme individuelle, mais ceci est dû à la chance. Seule une multiplication des gammes permet donc de déterminer avec précision cette phase.
(3) Une gamme étalon de PCR devenant une droite dans un repère semi-logarithmique, il est possible de la modéliser par une équation de type Y = aX + B où :
- Y est le CT mesuré par le thermocycleur.
- La pente (a) est une fonction de l’efficacité de PCR, cette dernière pouvant être calculée par l’équation :

Notez que le schéma correspond au cas le plus fréquent où la concentration est exprimée en logarithme décimal (= d'indice 10). Cette pente est souvent considérée comme une constante pour l’amplification d’un amplicon particulier avec un protocole expérimental donné. La pente ou l’efficacité peuvent être employés pour quantifier les échantillons.
- X est la concentration d’ADN initial exprimée en log (de copies/tube, de ng/µl, d’unités arbitraires, etc.).
- B est un point mathématique qui n’a aucune réalité expérimentale (log 0 = 1/∞). Il peut néanmoins être utilisé pour calibrer les expériences de PCR (souvent nommée « run ») entre elles. Si les différentes gammes avaient été calibrées par leur intercept à l'origine (B), la dispersion serait apparue comme beaucoup plus faible, sauf pour les points M et N.

(4) La droite de régression ne passe pas au centre de la dispersion des différentes mesures pour les concentrations M et N, on constate un « amortissement » de la pente. Si l’on considère CT moyens L à N, ils seraient mieux modélisés par un polynôme du second degré. Certains logiciels associés aux thermocycleurs permettent de prendre en compte cet « amortissement ». Il convient cependant de noter que :
- cet « amortissement » est extrêmement variable d’une gamme individuelle à une autre, et la correction modélisée ne correspond probablement pas à ce qui se passe dans l’échantillon quantifié. Les logiciels commerciaux modélisent cet « amortissement » sur une seule gamme, même si celle-ci comporte des biais évidents, et peuvent donc induire des erreurs très importantes que l’utilisateur novice ne décèlera pas forcément ;
- l’imprécision sur la quantification à ces concentrations est tellement importante qu’une modélisation de « l’amortissement » est peu pertinente ;
- cet « amortissement » correspond, lorsque des gammes moyennes sont réalisées, à un abaissement de la pente, donc à une augmentation de l’efficacité de PCR, alors que l’accroissement des effets stochastiques devrait l’abaisser. Il faut noter alors que cet « amortissement » est généré principalement par la concentration la plus faible (N, soit 0,7 copies). Or aucune amplification ne pourra se faire s’il n’y a pas au moins une molécule d’ADN initial. Le biais qui en résulte dans la distribution gaussienne de l’erreur est susceptible de provoquer cet « amortissement moyen ».

Il faut avoir conscience que si la gamme d'étalonnage démontre l'aspect quantitatif du protocole expérimental, il est difficile d'éviter tous les biais potentiels, comme une différence de composition chimique entre le solvant des échantillons (milieu complexe d'ADN complémentaire, présence d'ARN, de protéines, etc.) et le diluant des points de la gamme (généralement de l'eau).

### Quantification absolue
Durant la partie de la courbe en sigmoïde de l'échantillon, après la ligne de seuil de détection, au moment où l'amplification est exponentielle, on a :
{\displaystyle Q_{n}=Q_{o}.(1+E)^{n}} (1)
où :
- Q est la quantité d'ADN ;
- n est l'indice du nième cycle ;
- 0 est l'indice du cycle de départ ;
- E est l'efficacité de la réaction ;

donc au cycle de seuil (ct ou Cycle Threshold), premier cycle au-dessus de la ligne de base :
{\displaystyle Q_{o}={\frac {Q_{ct}}{(1+E)^{ct}}}}

### Quantification relative
On établit un rapport R entre la quantité d'ADN de départ d'un échantillon et celle d'un témoin, qui n'a pas subi de traitement. Au seuil de détection, on a :
{\displaystyle R={\frac {Q_{ct_{ech}}}{Q_{ct_{tem}}}}}
de (1), on déduit donc :
{\displaystyle R={\frac {E_{ech}^{ct}}{E_{tem}^{ct}}}}
Soit :
{\displaystyle R=E^{-({ct}_{ech}-{ct}_{tem})}} ou : {\displaystyle R=E^{-\Delta ct}}

### Quantification relative corrigée par un gène de référence
Le gène de référence est un gène qui n'est pas régulé par le traitement que l'on fait subir pour mesurer la variation du gène cible. Effectuer une correction à partir d'un gène de référence permet d'éliminer les effets de fluctuations.

### Courbe de fusion
Une courbe de fusion en PCR en temps réel est une étape programmée supplémentaire à la fin des cycles d'amplification.

### Transformation de Ct (ou CP)
Le Ct ou Cp correspond au point seuil pour lequel le signal de fluorescence est significativement supérieur au bruit de fond, c'est-à-dire au nombre de cycles minimal pour lequel l'ADN amplifié est détectable. Ce point est atteint en début de phase exponentielle. Plus la quantité d'ADN initiale sera faible, plus le Ct sera élevé.

## PCR en point final
La réaction en chaîne par polymérase en point final n'est nommée ainsi que depuis l'apparition de la PCR en temps réel. Du point de vue enzymatique, il n’y a aucune différence théorique entre ces deux types de PCR.
Il s'agit de la première technique inventée, où la quantité d'ADN n'est mesurée qu'à la fin de la réaction.
Beaucoup de personnes s'affranchissent de mettre en œuvre les techniques du Northern blot et quantifient l'ADN à l'aide de la technique de la PCR en point final. Cette quantification est faite selon le postulat que plus il y a de l'ADN au départ, plus il y en aura à l'arrivée, à la fin des 40 cycles d'amplification. On quantifie ensuite grossièrement à la lecture des gels d'agarose, grâce à la comparaison de l'intensité des bandes obtenues avec celles d'un marqueur de poids moléculaire. L'œil humain ne permettant pas de discriminer de façon absolue les différences d'intensité entre les bandes, on peut avoir recours à un logiciel d'analyse d'images, tel ImageJ. Cependant, la précision gagnée dans la lecture de l'intensité de la bande peut-être compensée par une perte de précision due au côté arbitraire de l'emplacement de la ligne de base et à la présence d'un bruit de fond non-homogène sur l'image.

## PCR semi-quantitative
La PCR semi-quantitative est basée sur l'interruption de la PCR en plusieurs cycles qui correspondent à la phase stationnaire (la quantité d'ADN augmente très doucement car il y a peu d'ADN matrice), la phase exponentielle (croissance rapide) et au plateau (diminution de la quantité de réactifs). Pour un échantillon, il est possible d'estimer la quantité initiale d'ADN si l'on dispose d'un échantillon où la quantité d'ADN est connue (étalon). Leur amplification par PCR, l'arrêt de la réaction entre le 20e et le 30e cycle PCR et la comparaison entre les intensités lumineuses des produits PCR marqués au BET permettent d'estimer la quantité initiale d'ADN. Pour deux échantillons, il est possible de comparer leur quantité d'ADN initiale en arrêtant la PCR avant le plateau de la PCR (< 30 cycles).

## PCR compétitive
Dans la PCR quantitative, telle la PCR en temps réel, on peut mesurer la quantité absolue de l'ADN qui présente de l'intérêt. Dans la PCR compétitive, on mesure des quantités relatives par rapport à des ADN ou des ARN ajoutés (standards internes ou externes). Le standard est amplifié en même temps que l’ARN recherché, il y a donc compétition entre ces deux amplifications. Plus la quantité de standard est importante moins l’ARN recherché sera amplifié.

## Applications
- Mise au point d'amorces.
- Détection de mutations ponctuelles.
- Dosage d'OGM dans des produits pour la consommation humaine.
- Quantification.
- Détection spécifique et sensible de pathogènes d'intérêt vétérinaire – quantification de la charge bactérienne, virale ou parasitaire.